# مارك ماكيلروي
مارك ماكيلروي هو فلاح وسياسي أمريكي، ولد في 16 يناير 1956 في ديرموت في الولايات المتحدة. نشط حزبياً في الحزب الديمقراطي. وقد انتخب عضو مجلس نواب أركنساس ‏.